# Friedrich Kreibaum

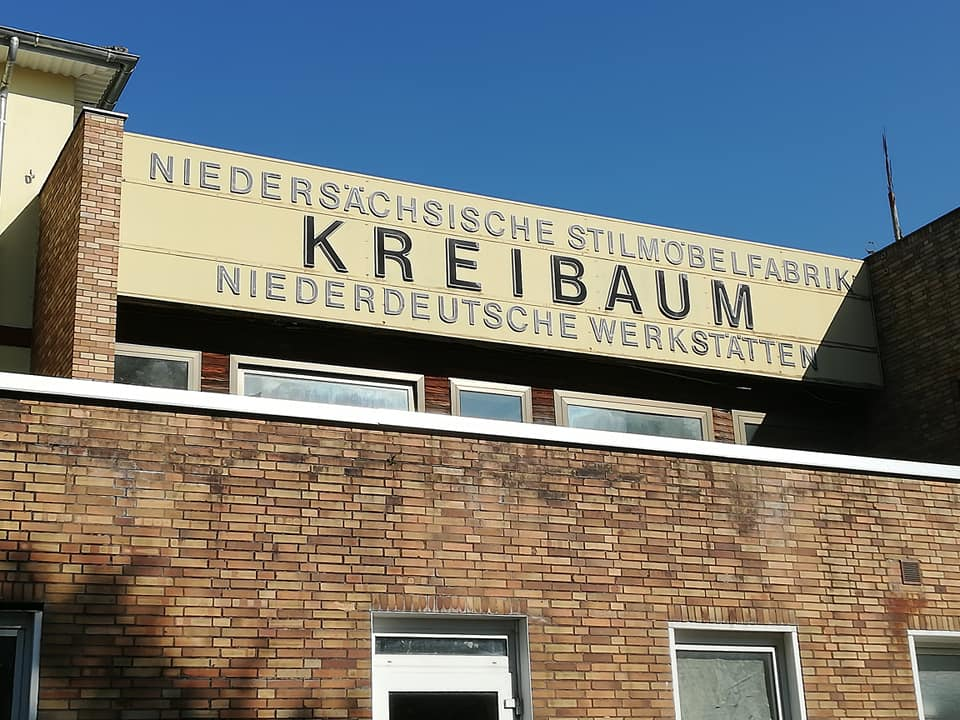
Die ehemalige Niedersächsische Stilmöbelfabrik Kreibaum in der Süntelstraße 42 (Bad Münder am Deister)

Friedrich Kreibaum (* 14. Februar 1903 in Bisperode; † 21. August 1983 in Hameln) war ein deutscher Jurist, Unternehmer und Politiker (FDP). Er war von 1975 bis 1976 Mitglied des Deutschen Bundestages.

## Leben
Nach dem Besuch einer Privatschule und eines Gymnasiums studierte Kreibaum Rechtswissenschaft an der Universität Göttingen. Er legte das Assessorexamen ab und wurde 1929 mit dem Thema Grenzen zwischen Justiz und Verwaltung im Freistaat Braunschweig zum Doktor der Rechte promoviert. Bis 1933 war er als Gerichtsassessor tätig, zum 1. Mai 1933 trat er der NSDAP bei (Mitgliedsnummer 1.901.616). Im Anschluss arbeitete er bis 1937 als Rechtsanwalt, wechselte dann in die Privatwirtschaft und wurde kaufmännischer Leiter eines Industriebetriebes. Später war er selbständiger Möbelfabrikant in Bad Münder am Deister.
Kreibaum trat 1968 in die FDP ein. Er war Vorsitzender Landesschiedsgerichts und Vorsitzender des Landesfachausschusses für Wirtschaftspolitik der FDP Niedersachsen.
Kreibaum gehörte dem Deutschen Bundestag vom 15. Dezember 1975, als er für den verstorbenen Abgeordneten Carlo Graaff nachrückte, bis 1976 an. Er war über die Landesliste der FDP Niedersachsen ins Parlament eingezogen. Von Januar 1976 bis zum Ende der Legislaturperiode war er Mitglied im Verteidigungsausschuss des Bundestages.